# Línea 14 del Metro de París
La línea 14 del metro de París es una de las dieciséis líneas de la red de metro de París. Conecta las estaciones de Saint-Denis-Pleyel y Aéroport d'Orly mediante un total de trece estaciones, a través del centro de París. La línea sigue un eje noroeste - sureste. Inaugurada el 15 de octubre de 1998, es la primera línea completamente automática de la red y la única desde su concepción.

## Historia

### Cronología
- 21 de enero de 1937: apertura de la línea 14 entre Porte de Vanves y Montparnasse–Bienvenüe
- 27 de julio de 1937: extensión de la línea entre Montparnasse–Bienvenüe y Invalides
- 27 de junio de 1973: extensión de la línea entre Invalides y Saint-Lazare y fusión con la línea 13
- 15 de octubre de 1998: inauguración de la nueva línea 14 entre Madeleine y Bibliothèque François Mitterrand
- 16 de diciembre de 2003: extensión de la línea entre Madeleine y Saint-Lazare
- 26 de junio de 2007: extensión de la línea entre Bibliothèque François Mitterrand y Olympiades
- 14 de diciembre de 2020: extensión de la línea entre Saint-Lazare y Mairie de Saint Ouen
- 24 de junio de 2024: extensión de la línea al norte entre Mairie de Saint-Ouen y Saint-Denis-Pleyel, y al sur entre Olympiades y Aéroport d'Orly

### Antigua línea 14

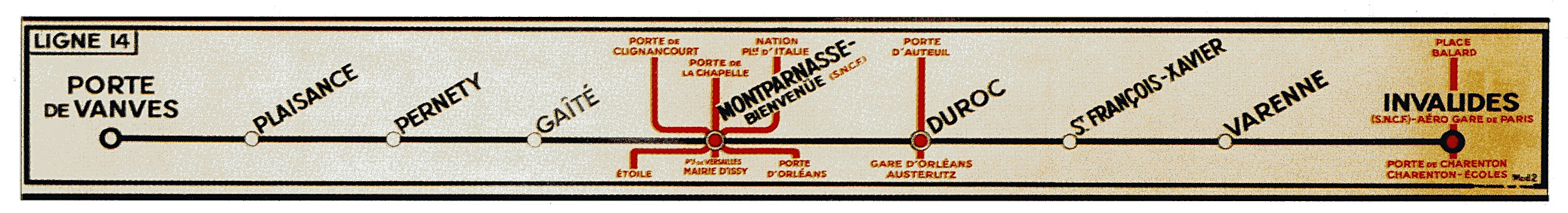
Mapa de la antigua línea 14

Hasta 1976 existió una primera línea 14, que unía las estaciones de Invalides y Porte de Vanves. Hoy en día, su trazado lo ha retomado la línea 13 gracias a un túnel entre las estaciones de Invalides y Saint-Lazare por Miromesnil.

### Nueva línea 14

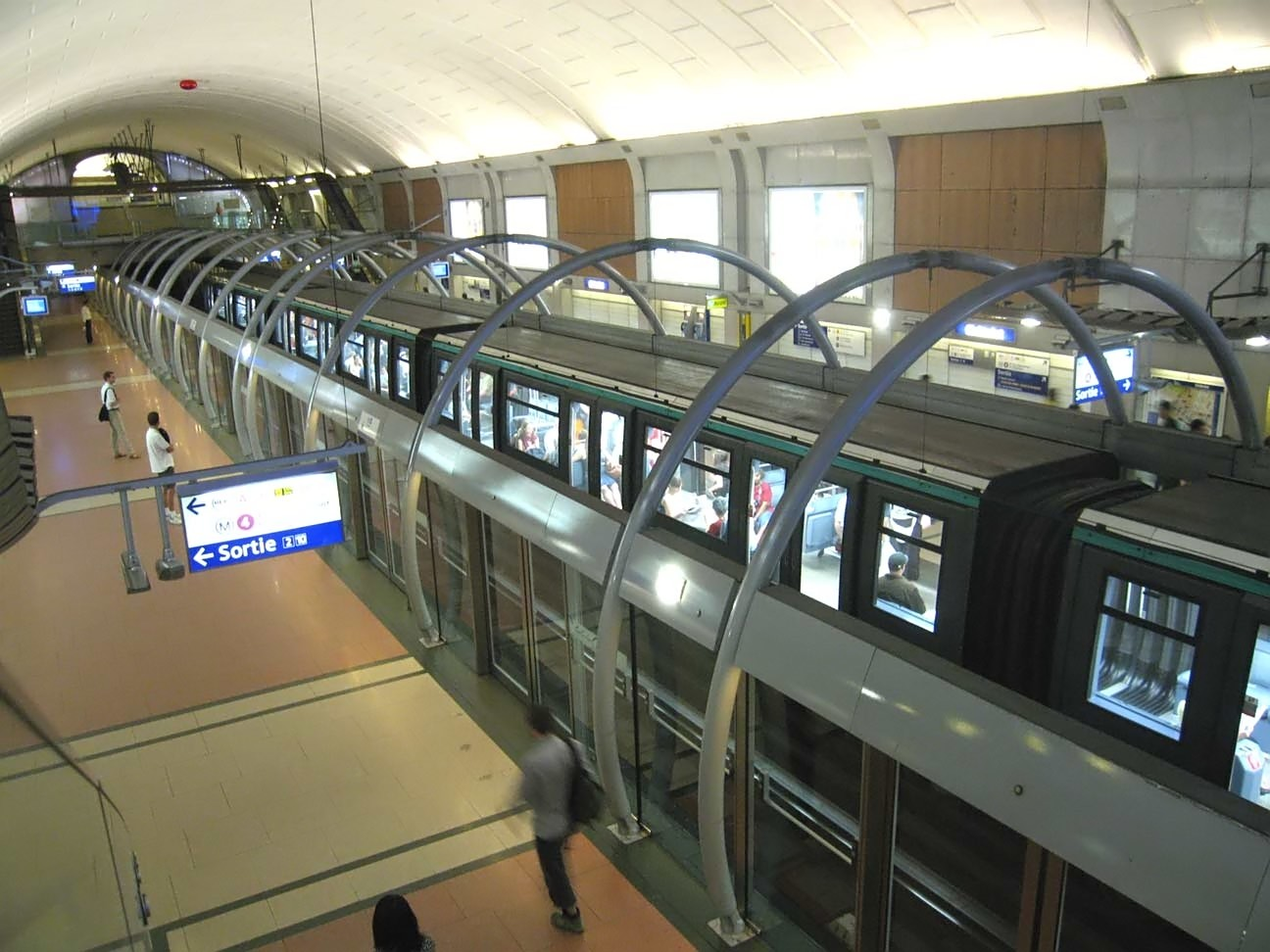
Tren en la estación Châtelet

El eje este-oeste de la capital francesa siempre ha sido uno de los más utilizados. Ya en 1940, la saturación de la línea 1 provocó la creación en 1977 del RER, concretamente de la línea A. Esta última, en menos de diez años de vida, se convirtió en la más saturada del mundo. Para solventarlo, se introdujeron mejoras en la conducción y la explotación, aunque tan solo se logró la reducción de dos minutos entre cada tren. Para solventar una demanda cada vez más creciente, se decidió la creación de un nuevo eje ferroviario este-oeste que atravesase París.
La SNCF propuso entonces la creación de las líneas D y E del RER, mientras que la RATP prefería llevar a cabo el proyecto METEOR (MÉTro Est-Ouest Rapide, "METro Este-Oeste Rápido"). Ambos proyectos tuvieron duros choques de cara a las administraciones públicas. En 1989, dada la urgencia de la situación, ambos proyectos recibieron luz verde.

#### Construcción
Entre 1989 y 1992 tuvieron lugar las obras "de preparación". El grueso de las obras empezó en julio de 1993, acabando en 1995. Finalmente, tras los ensayos técnicos, la adecuación de las estaciones y diversos ajustes, la línea fue inaugurada por Jacques Chirac entre las estaciones de Madeleine y Bibliothèque François Mitterrand el 15 de octubre de 1998, con un año de retraso sobre lo previsto.

#### Primeras extensiones
Con 100 000 viajeros diarios desde su apertura, la línea no dejó de crecer, alcanzando en cinco años los 240 000 pasajeros al día. Con todo, se prosiguió con el plan METEOR, ampliando en una estación por el norte la línea: desde Madeleine hasta Saint-Lazare en 2003. Tras esta ampliación, el tráfico aumentó en un 30%.
Otra extensión, esta vez hacia el sur, entre Bibliothèque François Mitterrand y Olympiades vio la luz en 2007, aunque con otro año de retraso. A finales de ese mismo año, los viajeros cotidianos superaban los 450 000.
El 7 de diciembre de 2011, la RATP aprobó la ampliación de los trenes de 6 a 8 coches, que llegarán en el año 2020.
El 14 de diciembre de 2020 a las 15:15 se inauguró la prolongación desde Saint-Lazare hasta Mairie de Saint-Ouen. El 24 de junio de 2024 a las 12h se inauguraron las dos ampliaciones al norte y al sur, y la línea comienza en Saint-Denis y acababa en el Aeropuerto de Orly.

## Recorrido
|  |   |  | estaciones                       | Lat/Long                                                     | municipio                                  | correspondencia                                                                        |
|  | - |  | -------------------------------- | ------------------------------------------------------------ | ------------------------------------------ | -------------------------------------------------------------------------------------- |
|  | o |  | Saint-Denis Pleyel               | 48°55′03″N 2°20′48″E / 48.9175972, 2.34667222                | Saint-Denis                                | (Stade de France - Saint-Denis) proyecto:                                              |
|  | o |  | Mairie de Saint-Ouen             | 48°54′42″N 2°20′02″E / 48.91161863558103, 2.3337525129318237 | Saint-Ouen                                 | proyecto:                                                                              |
|  | o |  | Saint-Ouen                       | 48°54′16″N 2°19′19″E / 48.9044972, 2.32180556                | Saint-Ouen, Clichy                         | (Saint-Ouen)                                                                           |
|  | o |  | Porte de Clichy                  | 48°53′40″N 2°18′49″E / 48.89434542156371, 2.3136520385742188 | XVII París                                 | (Porte de Clichy) (Porte de Clichy)                                                    |
|  | o |  | Pont Cardinet                    | 48°53′22″N 2°18′55″E / 48.8895194, 2.31530278                | XVII París                                 | (Pont Cardinet)                                                                        |
|  | o |  | Saint-Lazare                     | 48°52′32″N 2°19′34″E / 48.8755778691635, 2.326185658552      | VIII París                                 | (Saint-Augustin) (Haussmann - Saint-Lazare) (Paris Saint-Lazare) Intercités, Normandia |
|  | o |  | Madeleine                        | 48°52′12″N 2°19′31″E / 48.8700643517776, 2.32516370025939    | VIII París                                 |                                                                                        |
|  | o |  | Pyramides                        | 48°52′01″N 2°20′01″E / 48.8669463020695, 2.33366506577888    | I París                                    |                                                                                        |
|  | o |  | Châtelet                         | 48°51′31″N 2°20′50″E / 48.8585195224421, 2.34711940104793    | I París, IV París                          | (Châtelet - Les Halles)                                                                |
|  | o |  | Gare de Lyon                     | 48°50′41″N 2°22′27″E / 48.8447045450658, 2.37406590751466    | XII París                                  | (París-Lyon) TGV, Thello, Borgoña-Franco Condado                                       |
|  | o |  | Bercy                            | 48°50′26″N 2°22′46″E / 48.8404280893475, 2.37958296880394    | XII París                                  | Intercités, Borgoña-Franco Condado (París-Bercy)                                       |
|  | o |  | Cour Saint-Émilion               | 48°50′01″N 2°23′15″E / 48.8334843071503, 2.38761298844824    | XII París                                  |                                                                                        |
|  | o |  | Bibliothèque François Mitterrand | 48°49′47″N 2°22′34″E / 48.8296059726948, 2.3760926116913     | XIII París                                 | (Bibliothèque François Mitterrand) · (Avenue de France)                                |
|  | o |  | Olympiades                       | 48°49′37″N 2°22′02″E / 48.8268582996999, 2.36729701204889    | XIII París                                 |                                                                                        |
|  | o |  | Maison Blanche                   | 48°49′20″N 2°21′31″E / 48.822155, 2.358531                   | XIII París                                 | (Maison Blanche) · (Porte d'Italie)                                                    |
|  | o |  | Hôpital Bicêtre                  | 48°48′35″N 2°20′59″E / 48.8098167, 2.34978333                | Le Kremlin-Bicêtre, Gentilly               |                                                                                        |
|  | o |  | Villejuif - Gustave-Roussy       | 48°47′36″N 2°20′57″E / 48.79329, 2.34926                     | Villejuif                                  | proyecto:                                                                              |
|  | o |  | Chevilly Trois Communes          | 48°46′31″N 2°21′15″E / 48.7752778, 2.35408333                | Villejuif, Chevilly-Larue, L'Haÿ-les-Roses |                                                                                        |
|  | o |  | L'Haÿ-les-Roses                  | 48°45′33″N 2°21′59″E / 48.7591917, 2.36648056                | Chevilly-Larue, Thiais                     |                                                                                        |
|  | o |  | Thiais-Orly                      | 48°44′51″N 2°22′23″E / 48.7473667, 2.37293056                | Rungis, Thiais, Orly                       |                                                                                        |
|  | o |  | Aéroport d'Orly                  | 48°43′41″N 2°21′44″E / 48.7281694, 2.36218611                | Paray-Vieille-Poste                        | (Orly-Sud (Orlyval)) proyecto:                                                         |

## Explotación
Los trenes tardan alrededor de 40 minutos en completar el recorrido desde Saint-Denis-Pleyel hasta Aéroport d'Orly o viceversa. En hora punta, la capacidad máxima de la línea es de 85 segundos entre cada tren, solo superada por el Metro de Lille, con un intervalo de paso de 61 segundos en hora punta. En general, el primer tren sale alrededor de las 5:30 y el último sale a la 1:00, salvo los viernes y sábados que se retrasa una hora.
Al estacionarse los trenes en las estaciones durante la noche, el primer servicio implica que varios trenes comiencen su recorrido a medias, concretamente desde las estaciones de Châtelet y Gare de Lyon.
| Estaciones   | Tiempo | Tiempo |
| ------------ | ------ | ------ |
| Saint-Lazare | 5 min  | 14 min |
| Châtelet     | 5 min  | 14 min |
| 9 min        |        | 14 min |
| Olympiades   |        | 14 min |

### Automatización de la línea
La línea está controlada por un sistema de conducción automática llamado DIGISAFE que asegura la seguridad del movimiento de los trenes. Se hace a base de calculadoras triprocesadoras de tipo 68020 y un software MRTK (Matra Real Time Kernel). Existe un puesto de control que controla y asegura la explotación de la línea. Desde allí, es posible, entre otros, insertar trenes en pocos minutos para paliar retrasos o acoger a una gran afluencia de pasajeros o mantener los trenes en las estaciones durante la noche.
Con todos estos hechos la automatización ha conducido a una mejora significativa de la calidad del servicio a través de la regularidad., dado que la velocidad media es de casi 40 km/h, siendo en todas las líneas clásicas inferior a 30 km/h . Esto ocurre porque el trazado es muy recto y permite velocidades elevadas en la mayor parte del mismo, tal y como ocurre en las líneas de alta velocidad. Además, las intersecciones son más largas, implicando reducciones menores de velocidad y los pórticos automáticos impiden que la gente entré en la vía del tren.

### Material
La línea está operada por dos tipos de trenes: MP 89 y MP 05. El primero lleva en servicio desde la puesta en servicio de la línea, mientras que el segundo viene de la última extensión de la línea. Tienen cada tren 6 coches, aunque las estaciones tienen cabida para 8. En 2020, se introducirán los primeros trenes de 8 coches, cohabitando con los actuales hasta 2024, cuando predominarán en la línea los MP-14.

### Tarificación
La línea se encuentra igualmente tarificada que el resto de la red de metro. Se encuentra en la zona 1 establecida por Île-de-France Mobilités.

### Tráfico
Los pasajeros de esta línea no deja de aumentar. Si el primer año ya había 19 000 000 pasajeros, en veinte años, los viajeros ya se han cuadruplicado.
| Año       | 1998 | 1999 | 2000 | 2001 | 2002 | 2003 | 2004 | 2009 | 2017 |
| Pasajeros | 3,5  | 19   | 25   | 31,8 | 38,7 | 40,8 | 64,1 | 80   | 83,3 |

## Futuro

### Extensión de la línea
El 27 de mayo de 2009, el STIF toma medidas dentro del Grand Paris Express, así como para desaturar la línea 13. Dichas medidas comprenden, entre otros, la extensión de la línea 14 en varios tramos:
- en 2020, entre Saint-Lazare y Mairie de Saint-Ouen[8]
- en 2023, entre Mairie de Saint-Ouen y Saint-Denis–Pleyel[9]
- en 2024, entre Olympiades y Aéroport d'Orly[10]

#### Extensión norte

Línea 14 con todas sus prolongaciones previstas

##### Primer tramo: Saint-Lazare - Saint-Ouen (2020)
En un principio, la idea era de extender la línea hasta La Fourche y, una vez allí, tomar la extensión a Asnières y Gennevilliers de la línea 13 para desaturarla. Sin embargo, se optó por realizar un nuevo trazado, que cruzase la extensión a Asnières y Gennevilliers en Porte de Clichy y luego la de Saint-Denis en Mairie de Saint-Ouen. Con esto, se reduciría la saturación de la línea en un 5%. Al conocerse este proyecto, los alcaldes de la zona se quejaron de que solo habría dos estaciones, no dando servicio a barrios adyacentes mal comunicados, y que además no se añadirían más trenes a la línea 13, por lo que no se solucionaría el problema. La STIF aprobará entonces el proyecto, pero añadiendo una nueva estación, Clichy–Saint-Ouen.
|  |   |  | Estación             | Municipio            | Correspondencia |  |
|  | - |  | -------------------- | -------------------- | --------------- |  |
|  | • |  | Mairie de Saint-Ouen | Saint-Ouen-sur-Seine |                 |  |
|  | • |  | Saint-Ouen           | Saint-Ouen-sur-Seine |                 |  |
|  | • |  | Porte de Clichy      | París                |                 |  |
|  | • |  | Pont Cardinet        | París                |                 |  |
|  | ■ |  | Saint-Lazare         | París                |                 |  |

##### Segundo tramo: Saint-Ouen - Saint-Denis (2023)
El 18 de julio de 2013, siguiendo el plan del Grand Paris Express, se anuncia la extensión de una estación de la línea 14, hasta Saint-Denis–Pleyel. La construcción de la línea se declara de utilidad pública el 28 de diciembre de 2015, empezando las obras en marzo de 2020.
|  |   |  | Estación             | Municipio            | Correspondencia |  |
|  | - |  | -------------------- | -------------------- | --------------- |  |
|  | • |  | Saint-Denis–Pleyel   | Saint-Ouen-sur-Seine |                 |  |
|  | • |  | Mairie de Saint-Ouen | Saint-Ouen-sur-Seine |                 |  |

#### Extensión sur (2024)
Inicialmente, la línea 14 tomaría la extensión de Villejuif de la línea 7 para llegar hasta Orly. Sin embargo, se optó por otra solución más económica: un tranvía. Una tercera versión del proyecto llegó de la mano del Grand Paris Express, por un lado, con la extensión de la línea 14 hasta el aeropuerto de Orly, pero sin la extensión de Villejuif y, por otro lado, con la creación de la línea 7 del tranvía de Île-de-France.
|  |   |  | Estación                             | Municipio           | Correspondencia |  |
|  | - |  | ------------------------------------ | ------------------- | --------------- |  |
|  | ■ |  | Olympiades                           | París               |                 |  |
|  | • |  | Maison Blanche                       | París               |                 |  |
|  | • |  | Hôpital Bicêtre                      | Le Kremlin-Bicêtre  |                 |  |
|  | • |  | Villejuif - Gustave Roussy           | Villejuif           |                 |  |
|  | • |  | L'Haÿ-les-Roses                      | L'Haÿ-les-Roses     |                 |  |
|  | • |  | Porte de Thiais–Marché International | Chevilly-Larue      |                 |  |
|  | • |  | Pont de Rungis                       | Rungis              |                 |  |
|  | • |  | Aéroport d'Orly                      | Paray-Vieille-Poste |                 |  |

En 2013, el ayuntamiento de Morangis propuso una última extensión hasta allí para aprovechar las vías que conectarán el aeropuerto con las cocheras, que se realizarán de todas formas. Sin embargo, el Grand Paris Express no anunció la creación de dicha estación, sino que dijo que se guardaría sitio, por si se necesitase hacer.